# Округ Хилсдејл (Мичиген)
Округ Хилсдејл (енгл. Hillsdale County) је округ у америчкој савезној држави Мичиген.

## Демографија
По попису из 2010. године број становника је 46.688, што је 161 (0,3%) становника више него 2000. године.
| Група             | 2000.          | 2010.          |
| Белци             | 45.042 (96,8%) | 44.765 (95,9%) |
| Афроамериканци    | 201 (0,4%)     | 220 (0,5%)     |
| Азијати           | 154 (0,3%)     | 188 (0,4%)     |
| Хиспаноамериканци | 558 (1,2%)     | 826 (1,8%)     |
| Укупно            | 46.527         | 46.688         |